# TXR로보틱스
주식회사 TXR로보틱스(영어: TXR Robotics)는 유진그룹의 계열의 대한민국의 물류 자동화 기업이다.

## 역사 및 현황
유진그룹의 물류 계열사인 유진로지스틱스가 물류자동화 기업 태성시스템을 모체로 로봇자동화 기업 로탈을 흡수 합병하고 현재의 사명으로 변경하였다.

## 지배 구조
유진그룹의 손자기업으로 유진기업이 유진로지스틱스를 100% 보유하고 다시 TXR로보틱스의 지분 50.41%를 소유하고 있다.

## 실적
2024년 가결산 기준 매출액은 572억원, 영업이익은 53억원으로 전년 대비 각각 72%, 47% 증가하였다.